# Justicia falconensis
Justicia falconensis är en akantusväxtart som beskrevs av D.C. Wasshausen. Justicia falconensis ingår i släktet Justicia och familjen akantusväxter. Inga underarter finns listade i Catalogue of Life.